# Kristo Floqi

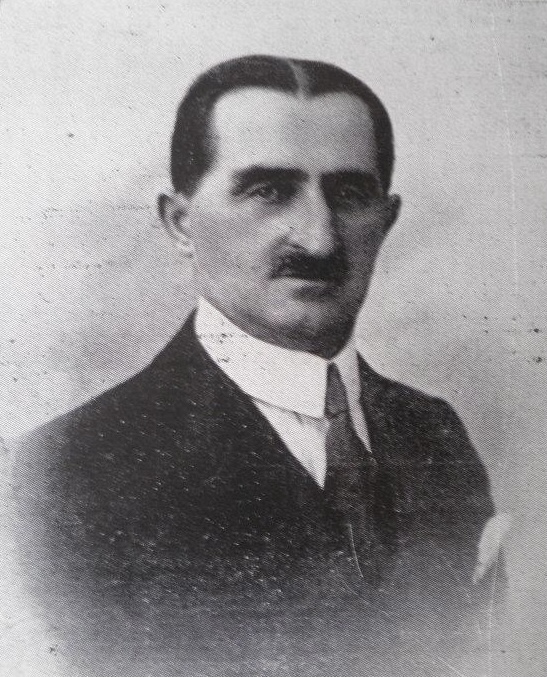
kristo Floqi.

Kristo Floqi, född 24 maj 1876 i Korça i Albanien, död 1951 i Tirana i Albanien, var en albansk skådespelsförfattare. Han har skrivit skådespelet Karlo Topija: Fé e Kombësi och lustspelet Ministri kandidat samt poesi och essäer.